# KkStB 87
A kkStB 87 sorozat egy szertartályosgőzmozdony-sorozat volt a cs. kir. osztrák Államvasutaknál (Staatsbahnen österreichische Staatsbahnen, kkStB), amely mozdonyai eredetileg a Praga-Duxer Eisenbahn-tól (PD) származtak.
A Praga-Duxer Eisenbahn vásárolta ezt a négy kis szertartályos mozdonyt személyvonati és tolatószolgálatra. A mozdonyok nem kaptak számokat, csak neveik voltak: SWOLEŇOWES, OSSEGG, BŘEŠTANY és HOSPOZIN. Az államosítás után a kkStB a kkStB 87 sorozatba osztotta őket és a 87.01-04 pályaszámcsoportot jelölte ki számukra.
1918 után a még megmaradt mozdony – a 87.03-as – a Csehszlovák Államvasutakhoz (ČSD) került ČSD 200.001 pályaszámmal. 1924-ben selejtezték.

## Fordítás
Ez a szócikk részben vagy egészben  a   kkStB 87 című német Wikipédia-szócikk fordításán alapul.  Az eredeti cikk szerkesztőit annak laptörténete sorolja fel. Ez a jelzés csupán a megfogalmazás eredetét és a szerzői jogokat jelzi, nem szolgál a cikkben szereplő információk forrásmegjelöléseként.
Az eredeti szócikk forrásai szintén ott találhatóak.